# 吉拉·黃平
吉拉·黃平（1998年08月13日—），暱稱Fluke，为GMMTV旗下男演員。代表作有《駛入心途》、《竊竊屍語》等。

## 個人背景
1998年8月13日，吉拉於泰國羅勇出生，是一名中泰混血兒。身高179cm、體重70kg。高中畢業後於曼谷大學公共關係策略學士課程。
2024年3月，吉拉宣佈将原名彭沙功·翁皮安（Pongsakorn Wongpian）改名为吉拉·黃平。

## 演藝經歷

### 2018年
吉拉參加泰國「GSB GEN CAMPUS STAR 2018」並取得勝利。

### 2022至2023年
2022年1月，吉拉透過主演同性愛情劇集《駛入心途》並在劇中飾演Mork一角，正式出道。

2023年11月，吉拉主演的新劇《竊竊屍語》播出。

### 2024年至今
10月，吉拉在劇集《男神俱樂部》飾演配角Jet。這是自吉拉在2023年加入GMMTV後參演的首部作品。
同年11月26日，GMMTV在2025年新劇發佈會「RIDING THE WAVE」上公佈吉拉將與提迪瓦·立帕拉賽（Ohm）合作，主演
同性愛情劇集《婚後愛上你》。
2025年8月19日，GMMTV公佈布·米帕迪（Poon）將於《婚後愛上你》代替吉拉飾演「North」一角。而吉拉則改為參演劇集《解謎》。

## 影視作品

### 電視劇
| 年份   | 名稱           | 角色  | 播放平台     | 備註          |
| ------ | -------------- | ----- | ------------ | ------------- |
| 2022年 | 《駛入心途》   | Mork  | GMM25        | 主角          |
| 2023年 | 《竊竊屍語》   | Khun  | Workpoint TV | 主角          |
| 2024年 | 《男神俱樂部》 | Jet   | GMM25        | 配角          |
| 2024年 | 《愛情獵殺》   | Fluke | GMM25        | 配角          |
| 2025年 | 《大叔的愛》   | JJ    | GMM25        | 客串（第7集） |
| 2025年 | 《分手服務》   | Ryo   | GMM25        | 客串（第7集） |
| 待公布 | 《解謎》       |       |              |               |

## 現場演出

### 其他演出
| 年份   | 日期     | 演出名稱         | 國家/地區 | 舉行地點                    | 來源  |
| ------ | -------- | ---------------- | --------- | --------------------------- | ----- |
| 2024年 | 12月21日 | GMMTV Starlympic | 泰國      | Impact會展中心 IMPACT Arena | [ 8 ] |
| 2025年 | 12月20日 | GMMTV Starlympic | 泰國      | Impact會展中心 IMPACT Arena |       |

## 外部連結
- 吉拉·黃平的Instagram帳戶
- 吉拉·黃平的X（前Twitter）